# Acraea venturina
Acraea venturina är en fjärilsart som beskrevs av Friedrich Thurau 1903. Acraea venturina ingår i släktet Acraea och familjen praktfjärilar. Inga underarter finns listade i Catalogue of Life.